# Article 197 de la Constitution belge
En Belgique, l'article 197 de la Constitution interdit la révision de certaines dispositions de la Constitution durant le temps d'une régence. Il fait partie du titre VIII De la révision de la Constitution. 
Il date du 7 février 1831 et était à l'origine — sous l'ancienne numérotation — l'article 84. Il a été révisé à deux reprises par les lois de révisions du 31 juillet 1984 et du 17 février 1994.

## Le texte
« Pendant une régence, aucun changement ne peut être apporté à la Constitution en ce qui concerne les pouvoirs constitutionnels du Roi et les articles 85 à 88, 91 à 95, 106 et 197 de la Constitution. »

## Ancienne version

### 1831
Dans la version d'origine du 7 février 1831, l'article avait la rédaction suivante :
« Aucun changement à la Constitution ne peut être fait pendant une période de régence. »

### 1980-1985
Dans la version d'origine du 31 juillet 1984, l'article avait la rédaction suivante :
« Le Constituant dérivé révise l'article : "Pendant une régence, aucun changement ne peut être apporté à la Constitution en ce qui concerne les pouvoirs constitutionnels du roi et les articles 60 à 64 et 80 à 85 de la Constitution. »